# Malayaplamius sakaii
Malayaplamius sakaii là một loài bọ cánh cứng trong họ Tenebrionidae. Loài này được Kimio Masumoto miêu tả khoa học đầu tiên năm 1986.